# Dżazirat an-Nachl
Dżazirat an-Nachl (arab. جزيرة النخيل), także Dżazirat al-Araneb (arab. جزيرة الأرانب) – niezamieszkana wyspa na Morzu Śródziemnym w Libanie. Stanowi główną wyspę rezerwatu przyrody Dżazar an-Nachil. 
Arabska nazwa جزيرة النخيل oznacza w języku polskim Wyspa Palmowa; pochodzi od występujących na wyspie drzew palmowych. Nazwa Araneb (pol. króliki) pochodzi od dużej liczby królików hodowanych na wyspie w okresie mandatu Syrii i Libanu na początku XX wieku. Zwierzęta zostały usunięte z terenów wyspy, ponieważ zagrażały lokalnej florze.

## Geografia wyspy
Dżazirat an-Nachl leży pomiędzy wyspami Dżazirat Sanani oraz Dżazirat Ramkin. W pobliżu znajdują się wyspy Dżazirat at Taris oraz Dżazirat Tawileh. Jest płaską wyspą o powierzchni 18 ha. Najwyższy punkt wyspy znajduje się na wysokości 6 m n.p.m. Skalista linia brzegowa rozciąga się z północnego zachodu na południe, a piaszczyste plaże leżą na północnych i wschodnich brzegach. Na wyspie znajdują się ślady dawnego osadnictwa, m.in. studnia ze słodką wodą, pozostałości stawu stworzonego do odparowywania soli morskiej i pozostałości kościoła z czasów krucjaty. Obiekty te zostały zniszczone w przeszłości, jednak w XXI wieku znowu je odbudowano. Woda wydobywana z odnowionej studni obecnie służy do nawadniania 570 drzew palmowych rosnących na wyspie. Na brzegu wyspy zbudowano przystań dla łodzi oraz wyznaczono na niej szlaki turystyczne i obszary rekreacji i badań naukowych.

## Turystyka
Na wyspę można się dostać od lipca do września. Aby dotrzeć tam w pozostałą część roku, trzeba pozyskać specjalną zgodę. Na wyspie odbywa się festiwal Lebanon Water Festival.

## Natura
Na wyspie można zaobserwować stada żółwi morskich, m.in. gatunku karetta (Caretta caretta), liczne jaszczurki i nietoperze oraz 156 gatunków ptaków wędrownych, m.in. czaplę siwą. W wodach otaczających wyspę występują gąbki (Porifera), meduzy, rzadkie gatunki ryb oraz innych zwierząt morskich. Rośnie tam także wiele glonów oraz rzadkich i pospolitych ziół stosowanych w medycynie ludowej. W 1993 roku, wraz z powstaniem rezerwatu przyrody Dżazar an-Nachil, roślinność oraz zwierzęta wyspy zaczęły być chronione.